# Rue de l'Université (Lyon)
Pour les articles homonymes, voir Rue de l'Université.
La rue de l'Université est une rue située dans le 7e arrondissement de Lyon. D'orientation Nord-Ouest/Sud-Est, elle relie le pont de l'Université à l'avenue Jean-Jaurès. Son prolongement à l'est occupe les rues Marc Bloch puis la route de Vienne. Elle tire son nom de la présence de plusieurs bâtiments des universités, édifiés à partir de 1884 et jusqu'à la fin du XIXe siècle.

## Situation et accès
La rue de l'université va du quai Claude-Bernard à l'avenue Jean-Jaurès. Le nom est attribué le 17 juin 1902 et remplace les anciennes rue de la vitriolerie et rue Bouchardy. Un fragment de la rue de l'université à l'Est au niveau de l'avenue Jean-Jaurès est séparée en 1945 pour créer la rue Marc-Bloch.

## Histoire
Durant l'Antiquité, cette voie semble déjà exister. Proche du Rhône, la rue de l'Université reprend le tracé d'une voie romaine en direction de l'Italie, via les Alpes. Est-ce que cette voie empruntait une passerelle qui a laissé sa place au pont de la Guillotière ? En 1996, des tronçons d'une voie romaine ont été trouvés entre la rue de l'Université et la rue du Père Chevrier. A moins qu'il ne s'agisse du raccourci liant Lugdunum à Vienna et que l'archéologie désigne sous le nom de compendium.
En provenance de l'est, peut-être de la cité antique de Vienne, elle aboutit sur le Rhône où il n'est pas exclu qu'il y ait eu un pont, ou un bac. Une fois le fleuve traversé, la voie aboutissait dans le quartier des Canabae, la presqu'île actuelle avant de se terminer à la cité haute de Lugdunum, l'antique ville de Lyon. Ainsi en témoignent les mausolées ou cippes funéraires retrouvés dans cette zone dus à la présence d'une nécropole romaine située autour de cette voie d'accès à la cité. On peut ainsi retrouver un tracé hypothétique en constatant que trois découvertes sont alignées sous la rue, respectivement au niveau des rues de Marseille, Sébastien-Gryphe et de la place de La Madeleine. Ainsi, en 1870 est découvert sous le garage Citroën le tombeau d'Acceptius et en juillet 1943, ont été trouvés au numéro 33 de la rue de l'Université quatre blocs antiques dont la base d'un cippe inscrit et son pyramidion.
La voie perd son usage avec la chute de l'empire romain. En 1180 est bâtie la tour de Bechevelin par Jean Ier de Bellesmes (ou Jean Belles-mains), archevêque de Lyon. Elle est située près de la place Déperet au débouché du pont de l'Université ce qui incite plusieurs auteurs à imaginer que le premier pont sur le Rhône qui apparaît dans plusieurs textes aurait pour emplacement, non pas celui de la Guillotière, mais celui de l'Université. La base de la tour est visible sur le plan scénographique de 1550 et n'aurait été en partie détruite qu'au départ des troupes protestantes en 1561. Les ruines de la tour ont été visibles jusqu'au milieu du XIXe siècle.

## Galerie

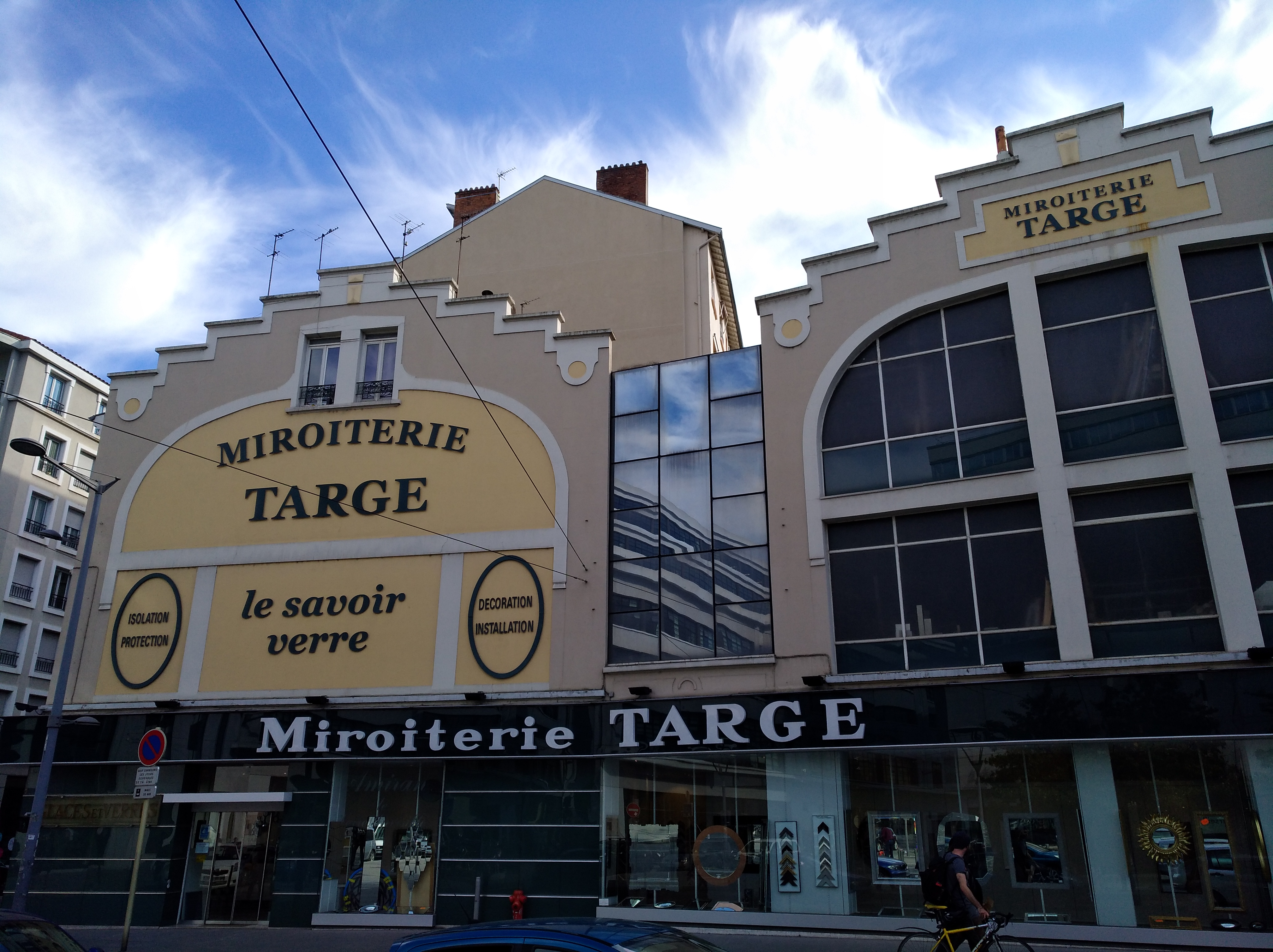
La miroiterie Targe, dont la façade art déco date de l'implantation de la société en 1919[8] ; située au n°10, à l'angle avec la rue de Marseille.

## Particularités
- Les bâtiments des universités : celui de médecine-pharmacie-sciences, achevé en 1884.
- La ligne 1 du tramway de Lyon qui emprunte la rue de l'Université entre le quai et la rue de Marseille.
- Le garage Citroën à l'angle avec la rue de Marseille, bâti en 1930.

## Aujourd'hui
C'est un axe de communication important qui relie les parties nord des 7e et 8e arrondissement au centre et à la presqu'île par le pont de l'Université.